# 中壢事件
中壢事件（ちゅうれきじけん）は、1977年に台湾桃園県長選挙の投票過程での中国国民党の不正行為に反発した中壢市民多数が市内の警察分局を包囲、焼き打ちにした事件。

## 内容
中壢事件の背景には、1977年の台湾統一地方選挙（県市長、県市議員、台湾省議員、台北市議員及び郷鎮市長）に際し、調査局出身の欧憲瑜と省議員許信良が桃園県長の国民党候補者の地位を争い、国民党の推薦を得られなかった許信良が無所属から出馬し、党方針に反したとの理由で除籍処分を受けたことがある。
11月19日の投票日、桃園県中壢市（現桃園市中壢区）第213号投票所の中壢国小で不正投票を訴えたが、警察が積極的に調査を行わなかったことから市民の不満が爆発、1万数千名の市民が警察分局を包囲、焼き打ちにした。この騒擾状態に政府は軍隊へ治安出動を命じるが、民衆との衝突を回避した軍は撤退した。衝突の中で警察官が自衛のため発砲し、国立中央大学の大学生江文国と一般人の張治平が死亡している。
許信良は22万票を獲得し国民党候補の欧憲瑜を破り桃園県長に当選した。しかし事件の影響は大きく国民党では許信良を抜擢した国民党組織工作会主任の李煥が引責辞任、国防部総政治作戦部主任王昇の権力拡大に繋がった。